# Kulturella perspektiv
Kulturella Perspektiv – Svensk etnologisk tidskrift är en svensk etnologisk tidskrift/webbplats som publicerar forskningsartiklar, recensioner samt debatt- reflektionstexter inom etnologi och närliggande kultur- och samhällsvetenskapliga ämnen. Den har ett peer review-förfarande med extern kvalitetsgranskning av forskningsartiklar – tidskriften är sedan 2004 med på Norska listan nivå 1. Sedan 2021 är Kulturella Perspektiv helt digital med Open Access.
Kulturella Perspektiv grundades 1992 av etnologerna vid Umeå universitet och har sedan dess utkommit med motsvarande fyra nummer varje år. Utgivningen består dels av öppen utgivning, dels av temasektioner som samlar artiklar kring ett ofta aktuellt tema.  
Chefredaktör sedan starten 1992 och fram till 2020 var Roger Jacobsson, universitetslektor i etnologi vid Umeå universitet. Ansvarig utgivare var då och fram till 2017 professor Billy Ehn. 2021 tillträdde professor Jenny Gunnarsson Payne (Södertörns högskola) som ny chefredaktör och ansvarig utgivare, samt medredaktörerna professor Anna Sofia Lundgren (Umeå universitet), filosofie doktor Kim Silow Kallenberg (Södertörns högskola) och filosofie doktor Evelina Liliequist (Umeå universitet).
Tidskriften ges ut av Föreningen Kulturella Perspektiv, tidvis med stöd av  Kungl. Skytteanska Samfundet, Umeå, Carlssons Bokförlag samt Institutionen för kulturvetenskaper/Etnologi, Lunds universitet; Institutionen för etnologi, religionshistoria och genusvetenskap, Stockholms universitet; Institutionen för historia och Samtidsstudier/Etnologi, Södertörns högskola; Institutionen för kulturantropologi och etnologi, Uppsala universitet; Avd. för Nordisk etnologi & Nordisk folkloristik, Åbo Akademi.
Bland återkommande skribenter under 2010-talet märks bland andra Alf Arvidsson, Billy Ehn, Birgitta Meurling, Britta Lundgren, Christer Nordlund, Coppélie Cocq, Marianne Liliequist, Orvar Löfgren, Anna Sofia Lundgren och Sverker Sörlin.